# シェウ・ハン
シェウ・ハン（Shéu Han、1953年8月3日 - ）、通称シェウは、モザンビーク出身のポルトガル人サッカー選手である。ポジションはミッドフィールダー。
彼は17年間の選手キャリアをベンフィカのみで過ごした。1999年には同クラブで監督代行を務めた。

## クラブ経歴
中国人の祖先を持つシェウは、ポルトガル領モザンビークのイニャソロで生まれた。1970年にポルトガルに渡ってSLベンフィカのユースに加わり、1972年にトップチームでの初出場を果たしたが、レギュラーに定着したのはそれから3シーズン後のことだった。シェウは引退までリスボンに留まり、1987年から1988年までキャプテンも務めた。プリメイラ・リーガに9回、タッサ・デ・ポルトガルに6回優勝したチームにあって彼は重要な選手だった。
ベンフィカがRSCアンデルレヒトに合計スコア1-2で敗れたUEFAカップ1982-83決勝において、彼はリスボンで行われた第2戦で先制ゴールをあげた。また彼はベンフィカがPSVアイントホーフェンにPK戦の末に敗れたUEFAチャンピオンズカップ 1987-88決勝にも出場した。引退するまでに彼はリーグ戦349試合に出場したが、これはミッドフィールダーの選手としては同郷人のマリオ・コルナ（363試合）に次ぐクラブ記録である。

## 代表経歴
シェウはポルトガル代表として24キャップを獲得、1ゴールをあげた。1976年4月7日にトリノで行われたイタリアとの親善試合でデビューし、1-3で敗れた。最後の出場は1986年10月29日にベルンで行われたUEFA欧州選手権1988予選のスイス戦（1-1の引き分け）だった。
シェウはまたUEFA欧州選手権1984予選でも活躍したが、フランスで開催された本大会のメンバーには選ばれなかった。

## 引退後
引退後はベンフィカでクラブのテクニカル・セクレタリーの職に就いた。1999年5月には退任したグレアム・スーネスに代わって代監督代行を務めた。

## タイトル
ベンフィカ
- プリメイラ・ディヴィゾン: 1972–73, 1974–75, 1975–76, 1976–77, 1980–81, 1982–83, 1983–84, 1986–87, 1988–89[8]
- タッサ・デ・ポルトガル (6):[9] 1979–80, 1980–81, 1982–83, 1984–85, 1985–86, 1986–87
- スーペルタッサ・カンディド・デ・オリベイラ (2):[9] 1980, 1985
- タッサ・デ・オンラ (6)[9]
- ヨーロピアンカップ: 準優勝 1987–88
- UEFAカップ: 準優勝 1982–83